# バヅクリ
バヅクリ（バヅクリ株式会社、BUZZKURI Inc.）は、2013年6月に佐藤太一 (アソビ起業家)が設立した、東京都港区に本社を置く、法人向けに人材育成や組織開発の支援サービスを提供する日本の企業である。

## 概要
設立当初はプレイライフの商号で、消費者向けの遊びに関するウェブメディア事業などを展開。
2020年、新型コロナウイルス感染症の拡大による影響を受け、事業の主軸を転換。同年5月にオンラインでのチームビルディングを中心とした法人向けサービスをバヅクリを開始し、組織開発・人材育成支援事業へ参入。
2022年に商号を現在のバヅクリ株式会社へ変更。

## 沿革
- 2013年6月 - 佐藤太一 (アソビ起業家)がプレイライフ株式会社として設立。[1]
- 2020年5月 - 新型コロナウイルスの感染拡大を背景に、オンラインのチームビルディングを主軸とした法人向けサービス「バヅクリ」をリリース。[3]
- 2022年2月 - 主力事業である「バヅクリ」のブランド名と合わせる形で、商号をバヅクリ株式会社へ変更。[4]
- 2025年5月 - HRサービスを全面的に刷新し、内定者フォロー、研修、オンボーディング支援、エンゲージメントサーベイ、組織コンサルティング、人事制度設計の6つの専門ブランド体制へ再編したことを発表。[5]